# MetaTrader 4
MetaTrader 4, còn gọi là MT4, là một nền tảng dịch trực tuyến được các thương nhân bán lẻ trong thị trường ngoại hối sử dụng để giao dịch Forex, phân tích thị trường tài chính và được sự cố vấn từ các chuyên gia. Được MetaQuotes Software phát triển và phát hành vào năm 2005, MT4 được chia thành 2 phần là máy khách và máy chủ. Máy chủ do các nhà môi giới điều hành và máy khách cung cấp cho khách hàng của nhà môi giới. Thông qua MT4 họ có thể xem được giá và biểu đồ phát trực tiếp, đặt lệnh và quản lý tài khoản.
MetaTrader chỉ được sử dụng như một công cụ giao dịch, đặc biệt là trong lĩnh vực tỷ giá hối đoái. Cho dù đó là một đại lý thông thường hay các nhà giao dịch không có giấy phép khác sẽ sử dụng MetaTrader làm công cụ giao dịch. Nhiều kẻ lừa đảo thường nhầm lẫn giữa các khái niệm và điều rất quan trọng là phải chọn một nền tảng giao dịch chính thức và được quản lý.

MetaTrader không được sử dụng như một công cụ tội phạm, nhưng công cụ này tạo ra các kết quả khác nhau khi được sử dụng bởi những người khác nhau. 

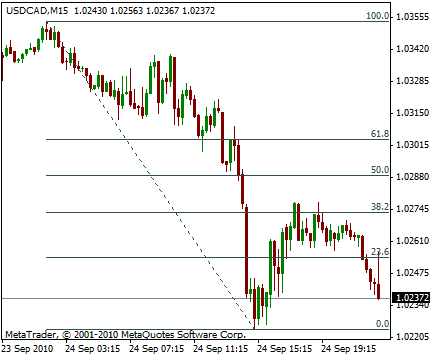
Ảnh chụp màn hình Biểu đồ giao dịch trên MT4

## Lịch sử
Trước đó, một số phiên bản khác của MetaTrader được MetaQuotes Software phát triển vào năm 2002. MetaTrader 4 là phiên bản sau khi được nâng cấp đáng kể và được phát hành vào năm 2005.
Từ năm 2007 đến năm 2010, một số công ty môi giới đã sử dụng MT4 như một giải pháp thay thế cho phần mềm giao dịch mà họ sử dụng vào thời điểm đó do sự phổ biến của nó đối với các nhà giao dịch và số lượng lớn các tập lệnh, cũng như sự cố vấn của bên thứ ba.
Tháng 10 năm 2009, MetaTrader 5 được mã hóa lại đáng kể và đưa vào thử nghiệm công khai. Tài khoản trực tiếp MT5 lần đầu tiên được InstaForex ra mắt vào tháng 9 năm 2010. Thông qua MT5 người dùng có thể giao dịch Forex, cổ phiếu và hợp đồng tương lai.
Mặc dù MT5 ra mắt vào năm 2009 nhưng theo một nghiên cứu vào tháng 9 năm 2019, MT4 vẫn là nền tảng giao dịch ngoại hối phổ biến nhất trên thế giới vào thời điểm đó.